# Bromelaína de la fruta
La enzima bromelaína de la fruta (EC 3.4.22.33) cataliza la reacción de hidrólisis de enlaces peptídicos. Esta enzima tiene un amplio espectro para la ruptura de proteínas; un buen sustrato sintético para esta enzima es la cadena Bz-Phe-Val-Arg-|-NHMec. En cambio no tiene afinidad por Z-Arg-Arg-|-NHMec como la bromelaína del tallo
Se encuentra en el fruto de la Ananas comosus (piña) y es escasamente inhibida por la cistatina del pollo.
Pertenece al clan CA y a la familia C1 de las peptidasas. Los residuos catalíticos de la familia C1 han sido identificados como la cisteína y la histidina, formando una diada catalítica. Se han encontrado otros dos residuos en el sitio activo, un residuo de glicina precediendo al Cys catalítico y un residuo de asparagina siguiendo al His catalítico. Se cree que la Gln ayuda en la formación del agujero de oxoanión y la Asn a orientar el anillo imidazol de la His catalítica.